# 威尔逊定理
威尔逊定理是以英格兰数学家爱德华·华林的学生约翰·威尔逊命名的，尽管这对师生都未能给出证明。华林于1770年提出该定理，1771年由拉格朗日首次证明。
在初等数论中，威尔逊定理给出了判定一个自然数是否为質數的充分必要条件。即：当且仅当{\displaystyle p}为質數时：
{\displaystyle (p-1)!\ \equiv \ -1\ ({\mbox{mod}}\ p)}

## 证明

### 充分性
如果 {\displaystyle p} 不是質數，那么它的正因数必然包含在整数 {\displaystyle 2,3,4,\cdots ,p-1} 中，因此 {\displaystyle \gcd((p-1)!\ ,p)>1} ，所以不可能得到 {\displaystyle (p-1)!\equiv -1{\pmod {p}}}。

### 必要性
若{\displaystyle p}是質數，取集合 {\displaystyle A=\left\{1,2,3,...p-1\right\}}，
则{\displaystyle A}构成模{\displaystyle p}乘法的缩系，即任意 {\displaystyle i\in A}，存在 {\displaystyle j\in A}，使得：
{\displaystyle (ij)\ \equiv \ 1{\pmod {p}}}
這幾乎說明{\displaystyle A}中的元素恰好两两配对。僅有滿足
{\displaystyle x^{2}\ \equiv \ 1{\pmod {p}}}
的元素{\displaystyle x}是例外。
上式解得
{\displaystyle x\ \equiv \ 1{\pmod {p}}}
或
{\displaystyle x\ \equiv \ p-1{\pmod {p}}}
其余两两配对，故而
{\displaystyle (p-1)!\ \equiv \ 1\times (p-1)\ \equiv \ -1{\pmod {p}}.}
若{\displaystyle p}不是質數且大于4，
则易知有{\displaystyle d=\gcd[p,(p-1)!]=p,}
故而
{\displaystyle (p-1)!\ \equiv \ -1{\pmod {p}}.}

## 推論
可以藉此推論{\displaystyle (p-2)!\equiv 1{\pmod {p}}}如下：
{\displaystyle (p-2)!\equiv -(p-1)(p-2)!\equiv -(p-1)!\equiv 1{\pmod {p}}}